# Antifragilita
Antifragilita je pojem popisující systém skupiny věcí, pro které jsou obecně negativně vnímané vlastnosti, jako volatilita, nahodilost, chaos nebo stresory vnímány pozitivně. Opakem antifragility je fragilita, která je definována jako křehkost věcí a jevů, které jsou neodolné. Antifragilita je mechanismus, který stojí za vším, co se postupem času mění (evoluce, kultura, politické systémy a další) a popisuje postup nejen překonávání otřesů a krizí, ale i následné těžení z nich a vycházení z nich silnější. Zmiňované přírodní systémy ovšem není možné volatility, stresorů a nahodilosti zbavovat, protože by tím systém jedině utrpěl a stal se naopak fragilním. Taleb k tomu dodává: “vhodná míra stresu a chaosu prospívá”.
Tento pojem poprvé vysvětlil ve své knize Antifragilita: jak těžit z nahodilosti, neurčitosti a chaosu libanonsko-americký ekonom a esejista Nassim Nicholas Taleb. Autor k pojmu dodává: “Porozumíme-li fungování antifragility, dokážeme vytvořit systematického a široce pojatého rádce pro neprediktivní rozhodování v podmínkách neurčitosti, ať už se týká obchodu, politiky, medicíny či životních situací obecně”.

## Talebova triáda: fragilita, odolnost a antifragilita
Fragilní znamená podle Taleba mít záporný vztah k volatilitě, tudíž mít záporný vztah k nahodilosti, chaosu, chybám a stresorům. Okolo věcí, které jsou považovány za fragilní je žádoucí, aby panoval klid, pořádek a předvídatelnost. Naopak antifragilita zaujímá k volatilitě a dalším negativním prvkům kladný vztah a vyžaduje je. Taleb antifragilitu považuje za nelineární systém.
V rámci teorie antifragility je vše na světě možné přiřadit k jedné skupině této triády:
- fragilní (negativní: věci vyžadující klid; věci s krátkodobou životností)
- odolný (neutrální: věci, které se spokojí s klidem, ale i s chaosem; věci, které v krizi zůstávají stejné)
- antifragilní (pozitivní: věci těžící z chaosu; krizí a tlakem získávají na kvalitě)

Příkladem je centralizovaný národní stát, který je nutné zařadit pod pojem fragilní, na druhou stranu decentralizovaná soustava městských států bude náležet k pojmu antifragilní. V kontextu vnímání chyb Taleb popisuje tři skupiny triády takto: fragilita nemá chyby v lásce, pro odolnost představují chyby pouze informaci, nic více, nic méně. Antifragilita chyby miluje (nejsou velké). Antifragilita však nemá být považována za synonymum odolnosti, odolné věci totiž při neopatrném zacházení sice nepřicházejí o svou kvalitu, ale zároveň na své kvalitě nezískávají. Antifragilní věci však s neopatrnosti, chaosu a neurčitosti vyloženě těží.

## Antifragilita a černé labutě
Pojem antifragilita vychází z Talebovy předešlé knihy Černá labuť. Autor pojem v knize Antifragilita opět otevírá a popisuje jako důležitou součást pochopení celého konceptu. Teorie popisuje černé labutě jako vzácné události s mimořádným dopadem, u který je nemožné vypočítat riziko jejich vzniku a zároveň není možné přesně určit, zda a kdy nastanou. „Černé labutě jsou dalekosáhlé, nepředvídatelné a nepravidelné události mimořádného dopadu.“ Jedinou možností, jak se na nepředvídatelné události připravit, je pak využívání mechanismů antifragility. Antifragilita je totiž opakem křehkosti a umožňuje věcem, systémům i lidem posilovat na úkor nejrůznějších pohrom a překážek.
Pojem černé labutě vznikl v kontextu světové ekonomické krize z roku 2007, která přišla všeobecně neočekávaná, ale přímo nebo nepřímo ovlivnila všechny obyvatele planety. Mezi události, které přišly podobně neočekávané, ale ovlivnily celý svět a jsou tedy popisovanými černými labutěmi, patří například První světová válka, útoky z 11. září 2001 nebo příchod Internetu.

## Předpověď fragility a antifragility
Téměř vše, co se kdy událo v ekonomii nebo v dějinách lidstva, se stalo na základě existence černých labutí jako nepředvídatelných událostí. Přesto je lidská mysl nastavena svým mentálním biasem tak, že lidé po doznění vlivů těchto událostí začnou tvrdit a věřit, že i tyto nepředpověditelné události předvídatelné byly. Na základě této chybné argumentace se lidé i nadále uchylují k vytváření predikcí. Události typu černých labutí ovšem předpověditelné být nemohou. Podle Taleba naivní trvání na tomto názoru, že je člověk černé labutě schopen rozeznat, povede lidstvo pouze k dalším nebezpečným a neinformovaným rozhodnutím a dalším riskantním krokům. Využíváním mechanismů antifragility by však lidstvo mohlo vytvářet lepší rozhodnutí, která by nevycházela z iluzí o předpověditelnosti některých jevů. Tento mechanismus by lidem ulehčil navigaci v neznámých situacích, kde je naše pochopení omezené.
Pozorovatele, kteří tyto události nepředvídají a jsou jimi zároveň negativně ovlivněni nebo zaskočeni, nazývá Taleb takzvanými krocany. Dále dodává, že „...podstatně jednodušší než předpovědět výskyt ničivé události je přijít na to, zda může být ta či ona věc volatilitou poškozena“. Vhodné by tedy bylo zcela otočit současný systém řízení rizik, předpovědí a prognostik.
Podle Taleba je antifragilitu možné rozeznat téměř všude, a to díky jednoduchému testu asymetrie:
„Pokud nějaká věc v důsledku nahodilé události (nebo specifického otřesu) spíše získá, než ztratí, je antifragilní; je-li tomu naopak, trpí fragilitou.“. Zatímco je možné fragilitu změřit, riziko změřit nejde, obzvláště pak riziko, které je spojené s mimořádnými událostmi.
Jediným krotitelem černých labutí je podle Taleba sama příroda, která přežívá nezávisle na lidském faktoru již miliardy let. Právě proto je antifragilita protijedem vůči černým labutím, dokáže totiž negativní vlivy náhody a nepředvítatelnosti využívat ve svůj prospěch.

## Riziko a zodpovědnost jiných
Největším fragilizátorem společnosti a hlavním strůjcem krizí je podle Taleba lidská neochota “vsadit vlastní kůži”. Tak vznikají situace, při kterých někteří lidé získávají v podmínkách volatility, variability a chaosu na úkor ostatních lidí a ti za ně zároveň nesou rizika ztrát a škod. Tento jev, jak se například v poslední velké krizi v roce 2007 ukázalo, je možné velmi jednoduše skrýt před zraky jiných. “Jsme svědky vzestupu nové třídy jakýchsi hrdinů naruby: byrokratů, bankéřů a všemožných individuí (...), kteří nenesou zodpovědnost a negativní důsledky svých názorů sami nikdy nepocítí. Dokážou přelstít systém, náklady však platí občané.”